# Ключ 43
Ключ 43 (трад. и упр. 尢, 尣, 𡯁, 𡯂) — ключ Канси со значением «хромой»; один из 34, состоящих из трёх штрихов.
В словаре Канси есть 66 символов (из 49 030), которые можно найти c этим радикалом.

## История
Древняя идеограмма изображала человека, который оступился и подвернул себе ногу.
Иероглиф имеет значения «калека, колченогий, кривоногий, хилый, слабый».
В качестве ключевого знака иероглиф используется редко.

Техника написания
Техника написания
Вид в Цзиньвэнь
Вид в Цзягувэнь
Вид в малой печати Чжуаньшу

В словарях располагается под номером 43.

## Значение
1. Все виды ошибок и неточностей.
2. Калека, колченогий, кривоногий, хилый, слабый.

## Варианты прочтения
- кит. 尢, 尣, 𡯁, 𡯂, пиньинь wāng, ван.
- яп. おう, ou, ой.
- кор. 절음발이 jeoreumbari, царымбали?, 왕 wang, ван?.

## Примеры иероглифов
| Доп. штрихи | Иероглифы         |
| ----------- | ----------------- |
| 0           | 尢 尣 𡯁 𡯂       |
| 1           | 尤                |
| 3           | 尥 尦 㝼          |
| 4           | 尪 尫 尬 尨 尩 㝽 |
| 5           | 㝾 㝿             |
| 6           | 㞁 尮 尯 㞀 㞁    |
| 7           | 㞂                |
| 8           | 㞃 㞄 㞅 㞆       |
| 9           | 尰 就 㞇 㞈       |
| 10          | 尲 尳 㞊 㞉       |
| 11          | 𡰏                |
| 12          | 尵                |
| 14          | 尶 尷             |

- Примечание: Ваш браузер может отображать иероглифы неправильно.